# NGC 4200
NGC 4200 este o galaxie lenticulară situată în constelația Fecioara. A fost descoperită în 17 aprilie 1784 de către William Herschel. Se află la o distanță de 20,18 de megaparseci de Pământ.